# José Francisco Ramírez
José Francisco Ramírez Pineda (né le 10 juillet 1976 à Amapala au Honduras) est un footballeur international hondurien, qui évoluait au poste d'attaquant.

## Biographie

### Carrière en sélection
Avec l'équipe du Honduras, il joue 18 matchs (pour 10 buts inscrits) entre 1999 et 2006. Il figure notamment dans le groupe des sélectionnés lors de la Gold Cup de 2005, où son équipe atteint les demi-finales.

## Palmarès
CD Platense
- Championnat du Honduras :
  - Champion : 1997 (A), 1998 (C), 1999 (A), 2000 (C), 2001 (A)
  - Meilleur buteur : 2005 (Clôture) (10 buts).